# Liste des codes IATA des aéroports/F
Liste des codes IATA des aéroports internationaux.
Le code de deux lettres qui suit la ville est la subdivision du pays (région, État…) selon la norme ISO 3166-2.
- A
- B
- C
- D
- E
- F
- G
- H
- I
- J
- K
- L
- M
- N
- O
- P
- Q
- R
- S
- T
- U
- V
- W
- X
- Y
- Z

- Haut – FA
- FB
- FC
- FD
- FE
- FF
- FG
- FH
- FI
- FJ
- FK
- FL
- FM
- FN
- FO
- FP
- FQ
- FR
- FS
- FT
- FU
- FV
- FW
- FX
- FY
- FZ

## FA
- FAA – Aérodrome de Faranah, Guinée
- FAB – Farnborough, Angleterre, Royaume-Uni
- FAC – Aérodrome de Faaite, Polynésie française, France
- FAE – Aéroport de Vágar, îles Féroé, Danemark
- FAF – Fort Eustis (Felker Army Air Field), Virginie, États-Unis
- FAG – Fagurholsmyri, Islande
- FAH – Aérodrome de Farah, Afghanistan
- FAI – Aéroport international de Fairbanks, Alaska, États-Unis
- FAJ – Fajardo (Diego Jimenez Torres), Porto Rico, États-Unis
- FAK – False Island Seaplane Base, Alaska, États-Unis
- FAL – Roma (Falcon State Park Airport), Texas, États-Unis
- FAM – Farmington, Missouri, États-Unis
- FAN – Farsund (Lista), Norvège
- FAO – Aéroport de Faro, Portugal
- FAQ – Fitiuta, Samoa américaines, États-Unis
- FAR – Aéroport international Hector, Dakota du Nord, États-Unis
- FAS – Fáskrúðsfjörður, Islande
- FAT – Aéroport international de Fresno Yosemite, Californie, États-Unis
- FAU – Fahud, Oman
- FAV – Aérodrome de Fakarava, Polynésie française, France
- FAY – Fayetteville, Caroline du Nord, États-Unis
- FAZ – Fasa, Iran

## FB
- FBA – Ancien aérodrome de Baraka Malinde (Fizi), République démocratique du Congo
- FBD – Aérodrome de Faïzâbâd, Afghanistan
- FBE – Francisco Beltrão, Paraná, Brésil
- FBG – Fort Bragg (Simmons Army Air Field), Caroline du Nord, États-Unis
- FBK – Fairbanks (Fort Wainwright), Alaska, États-Unis
- FBL – Faribault, Minnesota, États-Unis
- FBM – Aéroport international de Lubumbashi, République démocratique du Congo
- FBR – Fort Bridger Airport, Wyoming, États-Unis
- FBU – Aéroport d'Oslo-Fornebu, Norvège
- FBS – Friday Harbor, Washington, États-Unis
- FBY – Fairbury, Nebraska, États-Unis

## FC
- FCA – Kalispell (Glacier Park International), Montana, États-Unis
- FCB – Ficksburg, Afrique du Sud
- FCH – Fresno, Californie, États-Unis
- FCM – Eden Prairie (Flying Cloud Airport), Minnesota, États-Unis
- FCN – Cuxhaven, Allemagne
- FCO – Aéroport Léonard-de-Vinci de Rome Fiumicino, Italie
- FCS – Fort Carson, Colorado Springs, Colorado, États-Unis
- FCT – Yakima Firing Center Army Air Field, Washington, États-Unis
- FCY – Forrest City Municipal Airport, Arkansas, États-Unis

## FD
- FDA – Fundación, Colombie
- FDB – Principe da Beira, Rondônia, Brésil
- FDE – Førde (Bringeland), Norvège
- FDF – Aéroport international Martinique Aimé Césaire, Martinique, France
- FDH – Aéroport de Friedrichshafen, Allemagne
- FDK – Frederick, Maryland, États-Unis
- FDO – Aéroport international de San Fernando, Province de Buenos Aires, Argentine
- FDP – Faridpur, Bangladesh
- FDR – Frederick, Oklahoma, États-Unis
- FDU – Aéroport de Bandundu, République démocratique du Congo
- FDW – Winnsboro (Fairfield County Airport), Caroline du Sud, États-Unis
- FDY – Findlay, Ohio, États-Unis

## FE
- FEA – Fetlar, Écosse, Royaume-Uni
- FEB – Sanfebagar, Népal
- FEC – Feira de Santana, Bahia, Brésil
- FEG – Aéroport de Ferghana, Ouzbékistan
- FEJ – Aéroport de Feijó, Acre, Brésil
- FEK – Aérodrome de Ferkessédougou, Côte d’Ivoire
- FEL – Base aérienne de Fürstenfeldbruck, Allemagne
- FEN – Aérodrome de Fernando de Noronha, Pernambouc, Brésil
- FEP – Freeport (Albertus Airport), Illinois, États-Unis
- FER – Kalokol (Fergusons Gulf Airport), Kenya
- FES – Festus, Missouri, États-Unis
- FET – Fremont, Nebraska, États-Unis
- FEW – Francis E. Warren Air Force Base, WyomingWY, États-Unis
- FEZ – Aéroport de Fès-Saïss, Maroc

## FF
- FFA – Kill Devil Hills (First Flight Airport), Caroline du Nord, États-Unis
- FFC – Atlanta (Peachtree City Airport-Falcon Field), Géorgie, États-Unis
- FFD – RAF Fairford, Angleterre, Royaume-Uni
- FFL – Fairfield, Iowa, États-Unis
- FFM – Fergus Falls, Minnesota, États-Unis
- FFO – Dayton (Wright-Patterson Air Force Base), Ohio, États-Unis
- FFT – Frankfort (Capital City Airport), Kentucky, États-Unis
- FFU – Futaleufú, Chili

## FG
- FGD – F'derik, Mauritanie
- FGI – Apia (Fabali Si), Samoa
- FGL – Fox Glacier, Nouvelle-Zélande
- FGU – Aérodrome de Fangatau, Polynésie française, France
- FGX – Flemingsburg (Fleming-Mason), Kentucky, États-Unis

## FH
- FHK – Fort Zucker (Knox Army Heliport), Alabama, États-Unis
- FHU – Fort Huachuca (Sierra Vista), Arizona, États-Unis
- FHZ – Aérodrome de Fakahina, Polynésie française, France

## FI
- FIC – Fire Cove, Alaska, États-Unis
- FID – Fishers Island (Elizabeth Field), New York, États-Unis
- FIE – Aérodrome de Fair Isle, Écosse, Royaume-Uni
- FIG – Aérodrome de Fria, Guinée
- FIH – Aéroport international de Ndjili, République démocratique du Congo
- FIK – Finke, Territoire du Nord, Australie
- FIL – Fillmore Airport, Utah, États-Unis
- FIN – Finschhafen, Papouasie-Nouvelle-Guinée
- FIT – Fitchburg, Massachusetts, États-Unis
- FIV – Five Fingers Coast Guard Heliport, Alaska, États-Unis
- FIZ – Fitzroy Crossing, Australie occidentale, Australie

## FJ
- FJR – Aéroport international de Fujaïrah, Émirats arabes unis

## FK
- FKB – Aéroport de Karlsruhe Baden-Baden, Allemagne
- FKH – Fakenham (RAF Station), Angleterre, Royaume-Uni
- FKI – Aéroport international de Kisangani Bangoka, République démocratique du Congo
- FKJ – Fukui, Japon
- FKL – Franklin (Venango Regional Airport), Pennsylvanie, États-Unis
- FKN – Franklin, Virginie, États-Unis
- FKQ – Fakfak, Papouasie occidentale, Indonésie
- FKR – Frankfort, Indiana, États-Unis
- FKS – Aéroport de Fukushima, Japon

## FL
- FLA – Florencia, Colombie
- FLB – Floriano, Piauí, Brésil
- FLC – Falls Creek, Victoria, Australie
- FLD – Fond du Lac, Wisconsin, États-Unis
- FLE – Petersburg (Fort Lee Heliport), Virginie, États-Unis
- FLF – Flensbourg, Allemagne
- FLG – Flagstaff, Arizona, États-Unis
- FLH – Flotta, Écosse, Royaume-Uni
- FLI – Flateyri (Holt), Islande
- FLJ – Falls Bay, Alaska, États-Unis
- FLL – Aéroport international de Fort Lauderdale-Hollywood, Floride, États-Unis
- FLM – Filadelfia, Paraguay
- FLN – Aéroport international Hercílio Luz, Santa Catarina, Brésil
- FLO – Florence Regional Airport, Caroline du Sud, États-Unis
- FLP – Flippin (Marion County), Arkansas, États-Unis
- FLR – Aéroport de Florence-Peretola, Italie
- FLS – Flinders Island, Tasmanie, Australie
- FLT – Flat Airport, Alaska, États-Unis
- FLU – New York (Flushing Airport), New York, États-Unis
- FLV – Fort Leavenworth (Army Air Field), Kansas, États-Unis
- FLW – Aéroport de Flores, Açores, Portugal
- FLX – Fallon, Nevada, États-Unis
- FLY – Finley, Nouvelle-Galles du Sud, Australie
- FLZ – Aéroport Ferdinand Lumban Tobing, Indonésie

## FM
- FMA – Formosa, Argentine
- FMC – Five Mile, Alaska, États-Unis
- FME – Fort Meade (Odenton), Maryland, États-Unis
- FMH – Falmouth (Otis Air National Guard Base), Massachusetts, États-Unis
- FMI – Aéroport de Kalemie, République démocratique du Congo
- FMM – Aéroport de Memmingen, Allemagne
- FMN – Farmington (Four Corners), Nouveau-Mexique, États-Unis
- FMO – Aéroport international de Münster/Osnabrück, Allemagne
- FMS – Fort Madison, Iowa, États-Unis
- FMU – Florence, Oregon, États-Unis
- FMY – Fort Myers (Page Field), Floride, États-Unis
- FMZ – Fairmont, Nebraska, États-Unis

## FN
- FNA – Aéroport international de Lungi, Sierra Leone
- FNB – Neubrandenbourg, Allemagne
- FNC – Aéroport de Madère, Madère, Portugal
- FND – Aérodrome de Funadhoo, Maldives
- FNE – Fane, Papouasie-Nouvelle-Guinée
- FNG – Fada N'Gourma, Burkina Faso
- FNH – Finicha'a, Éthiopie
- FNI – Aéroport de Nîmes-Garons, France
- FNJ – Aéroport international de Sunan, Corée du Nord
- FNK – Fin Creek, Alaska, États-Unis
- FNL – Fort Collins-Loveland, Colorado, États-Unis
- FNR – Funter Bay, Alaska, États-Unis
- FNT – Aéroport international Bishop de Flint, Michigan, États-Unis
- FNU – Oristano, Italie

## FO
- FOA – Piste aérienne de Foula, Îles Shetland, Royaume-Uni
- FOB – Fort Bragg, Californie, États-Unis
- FOC – Aéroport international de Fuzhou Changle, Chine
- FOD – Fort Dodge, Iowa, États-Unis
- FOE – Topeka (Forbes Field), Kansas, États-Unis
- FOG – Aérodrome de Foggia, Italie
- FOK – Westhampton Beach, New York, États-Unis
- FOM – Aéroport de Foumban Nkounja (Koutaba), Cameroun
- FON – Aérodrome de La Fortuna Arénal, Costa Rica
- FOO – Numfor (Kornasoren Airport), Indonésie
- FOP – Forest Park, Géorgie, États-Unis
- FOR – Aéroport international de Fortaleza, Ceará, Brésil
- FOS – Forrest, Australie occidentale, Australie
- FOT – Forster, Nouvelle-Galles du Sud, Australie
- FOU – Fougamou, Gabon
- FOX – Fox, Alaska, États-Unis
- FOY – Foya, Liberia

## FP
- FPO – Aéroport international de Grand Bahama, Bahamas
- FPR – Fort Pierce (Comté de Sainte-Lucie), Floride, États-Unis
- FPY – Perry, Floride, États-Unis

## FQ
- FQT – Merville/Calonne, France

## FR
- FRA – Aéroport de Francfort-sur-le-Main, Allemagne
- FRB – Forbes, Nouvelle-Galles du Sud, Australie
- FRC – Franca, São Paulo, Brésil
- FRD – Friday Harbor, Washington, États-Unis
- FRE – Île Fera, Îles Salomon
- FRF – Francfort (US Air Force), Allemagne
- FRG – Long Island (Farmingdale), New York, États-Unis
- FRH – French Lick, Indiana, États-Unis
- FRI – Fort Riley (Junction City), Kansas, États-Unis
- FRK – Île de Frégate, Seychelles
- FRL – Aérodrome de Forlì, Italie
- FRM – Fairmont, Minnesota, États-Unis
- FRN – Fort Richardson (Anchorage), Alaska, États-Unis
- FRO – Aéroport de Florø, Norvège
- FRP – Fresh Water Bay, Alaska, États-Unis
- FRQ – Feramin, Papouasie-Nouvelle-Guinée
- FRR – Front Royal (Comté de Warren), Virginie, États-Unis
- FRS – Aéroport international du Monde Maya, Guatemala
- FRT – Frutillar, Chili
- FRU – Aéroport international de Manas, Kirghizistan
- FRW – Aéroport international de Francistown, Botswana
- FRY – Fryeburg (Eastern Slopes), Maine, États-Unis
- FRZ – Fritzlar, Allemagne

## FS
- FSC – Aéroport de Figari Sud Corse, France
- FSD – Aéroport régional de Sioux Falls (Joe Foss Field), Dakota du Sud, États-Unis
- FSE – Fosston, Minnesota, États-Unis
- FSI – Lawton (Army Air Field), Oklahoma, États-Unis
- FSK – Fort Scott, Kansas, États-Unis
- FSL – Fossil Downs, Australie occidentale, Australie
- FSM – Fort Smith, Arkansas, États-Unis
- FSN – Fort Sheridan, Illinois, États-Unis
- FSO – Highgate (Comté de Franklin), Vermont, États-Unis
- FSP – Aéroport de Saint-Pierre Pointe-Blanche, Saint-Pierre-et-Miquelon, France
- FSS – RAF Kinloss, Écosse, Royaume-Uni
- FST – Fort Stockton (Comté de Pecos), Texas, États-Unis
- FSU – Fort Sumner, Nouveau Mexique, États-Unis
- FSZ – Aéroport de Shizuoka, Japon

## FT
- FTA – Aérodrome de Futuna, Vanuatu
- FTE – Aéroport d'El Calafate, Argentine
- FTG – Denver (Front Range Airport), Colorado, États-Unis
- FTI – Fitiuta, Samoa américaines, États-Unis
- FTK – Fort Knox (Godman Army Air Field), Kentucky, États-Unis
- FTL – Fortuna Ledge, Alaska, États-Unis
- FTT – Fulton, Missouri, États-Unis
- FTU – Aérodrome de Fort-Dauphin, Madagascar
- FTV – Masvingo, Zimbabwe
- FTW – Fort Worth, Texas, États-Unis
- FTX – Aérodrome d'Owando, République du Congo
- FTY – Atlanta (Brown Field), Géorgie, États-Unis

## FU
- FUB – Fulleborn, Papouasie-Nouvelle-Guinée
- FUE – Aéroport de Fuerteventura, Canaries, Espagne
- FUG – Fuyang, Chine
- FUJ – Fukue, Japon
- FUK – Aéroport de Fukuoka, Kyushu, Japon
- FUL – Fullerton, Californie, États-Unis
- FUM – Fuma, Papouasie-Nouvelle-Guinée
- FUN – Aéroport international de Funafuti, Tuvalu
- FUO – Aéroport de Foshan Shadi, Chine
- FUT – Aérodrome de Futuna Pointe Vele, Wallis-et-Futuna, France

## FV
- FVL – Flora Valley, Australie occidentale, Australie
- FVM – Fuvammulah, Maldives
- FVR – Oombulgurri, Australie occidentale, Australie
- FVX – Farmville, Virginie, États-Unis

## FW
- FWA – Fort Wayne, Indiana, États-Unis
- FWC – Fairfield, Illinois, États-Unis
- FWH – Naval Air Station Fort Worth, Texas, États-Unis
- FWL – Farewell, Alaska, États-Unis
- FWM – Fort William, Écosse, Royaume-Uni
- FWS – Fort Worth (Spinks Airport), Texas, États-Unis

## FX
- FXE – Fort Lauderdale, Floride, États-Unis
- FXM – Flaxman, Alaska, États-Unis
- FXO – Cuamba (Nova Freixo), Mozambique
- FXY – Forest City, Iowa, États-Unis

## FY
- FYJ – Xian de Fuyuan, Chine
- FYM – Fayetteville, Tennessee, États-Unis
- FYN – Xian de Fuyun, Chine
- FYT – Aérodrome de Faya-Largeau, Tchad
- FYU – Aéroport de Fort Yukon, Alaska, États-Unis
- FYV – Fayetteville (Drake Field), Arkansas, États-Unis

## FZ
- FZG – Fitzgerald, Géorgie, États-Unis
- FZI – Fostoria, Ohio, États-Unis
- FZL — Aéroport international de Fizouli, Azerbaïdjan
- FZO – Bristol Filton, Angleterre, Royaume-Uni